# Ich zähle täglich meine Sorgen
Ich zähle täglich meine Sorgen ist eine deutsche Filmkomödie von Paul Martin aus dem Jahr 1960 mit den Hauptdarstellern Peter Alexander und Ingeborg Schöner. Weitere tragende Rollen spielen Gunther Philipp, Loni Heuser, Christiane König und Paul Esser.
Pidax-Film sprach von einem „zeitlosen Musikfilm mit dem legendären Peter Alexander“, der „auf dem Höhepunkt der Filmkarriere des unvergessenen Wiener Herzensbrechers“ entstanden sei. Neben dem Titelsong gebe es „auch diesmal eine Menge gute Laune und wunderschöne Schlager zum Mitsingen“. Fazit: „Sorglos-pfiffige Unterhaltung, mit typisch frechem Humor aus der Feder von Helmuth M. Backhaus […]. Eine Schlagerperle der Extraklasse.“

## Handlung
Rosemary Bancroft, die Tochter eines amerikanischen Modezaren, soll aus geschäftlichen Gründen auf Wunsch ihres Vaters gegen ihren Willen den europäischen Modeschöpfer Peter Hollmann heiraten.
Sie versteckt sich als blinder Passagier auf einem Luxusdampfer, auf dem sich auch Hollmann befindet, um zurück nach Europa zu reisen. Dieser hat mit dem Steward Teddy Quick unfreiwillig die Rollen getauscht. Prompt verliebt sich Rosemary in den vermeintlichen Steward, der seinerseits nicht ahnt, wen er vor sich hat.
Nach einigen Verwicklungen kommt es zum Happy End.

## Produktion

### Produktionsnotizen
Es handelt sich um eine Produktion der Studio Film GmbH (Bendestorf). Das Drehbuch beruht auf einer Filmidee von Herbert B. Fredersdorf. Die Bauten gehen zurück auf Mathias Matthies, Ellen Schmidt, F.-Dieter Bartels, Olav Ivens. Die Ausstattung der Modenschau erfolgte durch Oestergaard Modelle. Der Erstverleih des Films erfolgte durch die Constantin Film Verleih GmbH.
Die Arbeitstitel des Films lauteten Ja, die Frauen sind gefährlich sowie Laß die Finger von der Dame.

### Schlager im Film
Liedtexte: Kurt Feltz und Hans Bradtke bzw. Heinz Gietz, Gesang: Peter Alexander, begleitet von Kurt Edelhagen und seinem Orchester:
- Ich zähle täglich meine Sorgen nach dem Originalsong Heartaches by the Number von Guy Mitchell.
Das Lied war 1960 21 Wochen in den deutschen Plattenlisten und kam bis auf Rang 2.[1]
- Nimm mich mit nach Cheriko (Take Me Back To Cheriko)
- Mariana (Rosen soll’n am Wege stehen)
- Bim-Bam-Boomerang

## Rezeption

### Veröffentlichung
Uraufgeführt wurde der Film am 11. Mai 1960 im Universum in Stuttgart. In Dänemark wurde er am 20. März 1961 unter dem Titel Skæg på skuden. Zu sehen war er zudem in Spanien, Griechenland und Italien.
Am 24. Juni 2016 gab die Pidax Film Media Ltd. (Alive AG) Ich zähle täglich meine Sorgen innerhalb ihrer Reihe „Film-Klassiker“ auf DVD heraus.

### Kritik
Das Lexikon des internationalen Films bemerkte lapidar:

„Ein singender Modeschöpfer gewinnt in der Rolle eines Schiffsstewards die ihm zugedachte Millionärstochter. Schlagerlustspiel mit viel Klamauk.“

In den Filmblättern war zu lesen: 

„Das plätschert mit kleinen Gags, zahlreichen Chansons und leichtgeschürzten Pinup-Bildern ausgestattet, sorglos-unterhaltsam daher.“